# مسييه 87

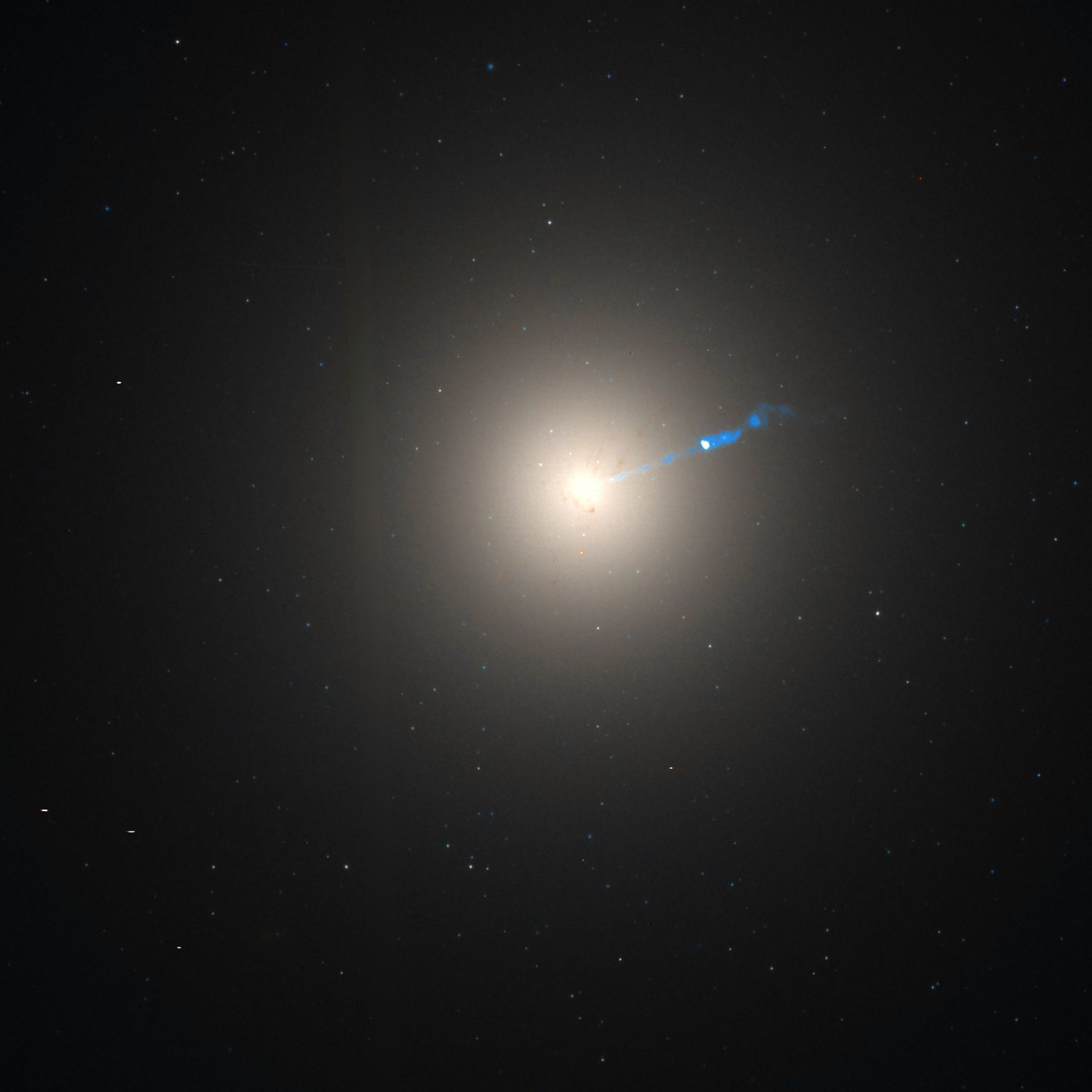
المجرة "مسييه 87".

مسييه 87 أو م87 (بالإنجليزية: Messier 87 أو M87 أو Virgo A أو NGC 4486) هي مجرة إهليجية ضخمة، أشد المجرات لمعانا في الجزء الشمالي من تجمع مجرات العذراء، وتقع على بعد 55 مليون سنة ضوئية من مجرتنا. وتحوي مجرة مسييه 87 حوصلة مجرية نشطة تصدر اشعاعات لها ترددات مختلفة عديدة. واسمها بالعربية العذراء أ.

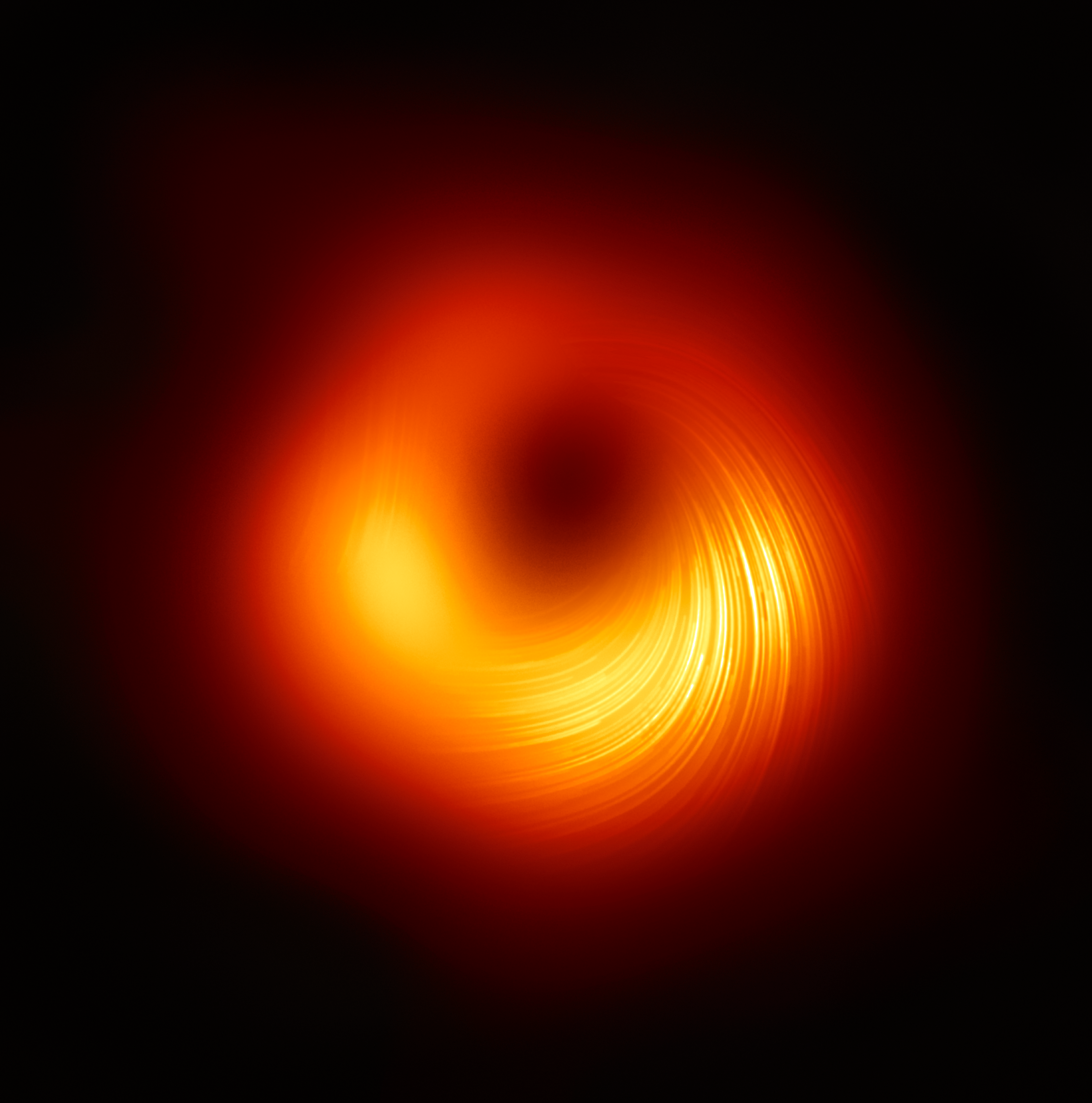
مسييه 87

والمجرة مسييه 87 هي أقرب المجرات الإهليجية للأرض وهي في نفس الوقت تشع إشاعات في حيّز الموجات الراديوية ويهتم بها على السواء علماء الفلك والهواة. وتقدر كتلة حوصلة المجرة العذراء أ  بين 2 إلى 3 ألف مليون كتلة شمسية.
ويقدر قطر المجرة م87 نحو 120 ألف سنة ضوئية، وعلى ذلك فهي أصغر قليلا من مجرتنا التي يبلغ قطرها 150 ألف سنة ضوئية.
اكتشف أول ثقب أسود في مجرة مسييه 87 وأصدرت صورته في 10 أبريل 2019.

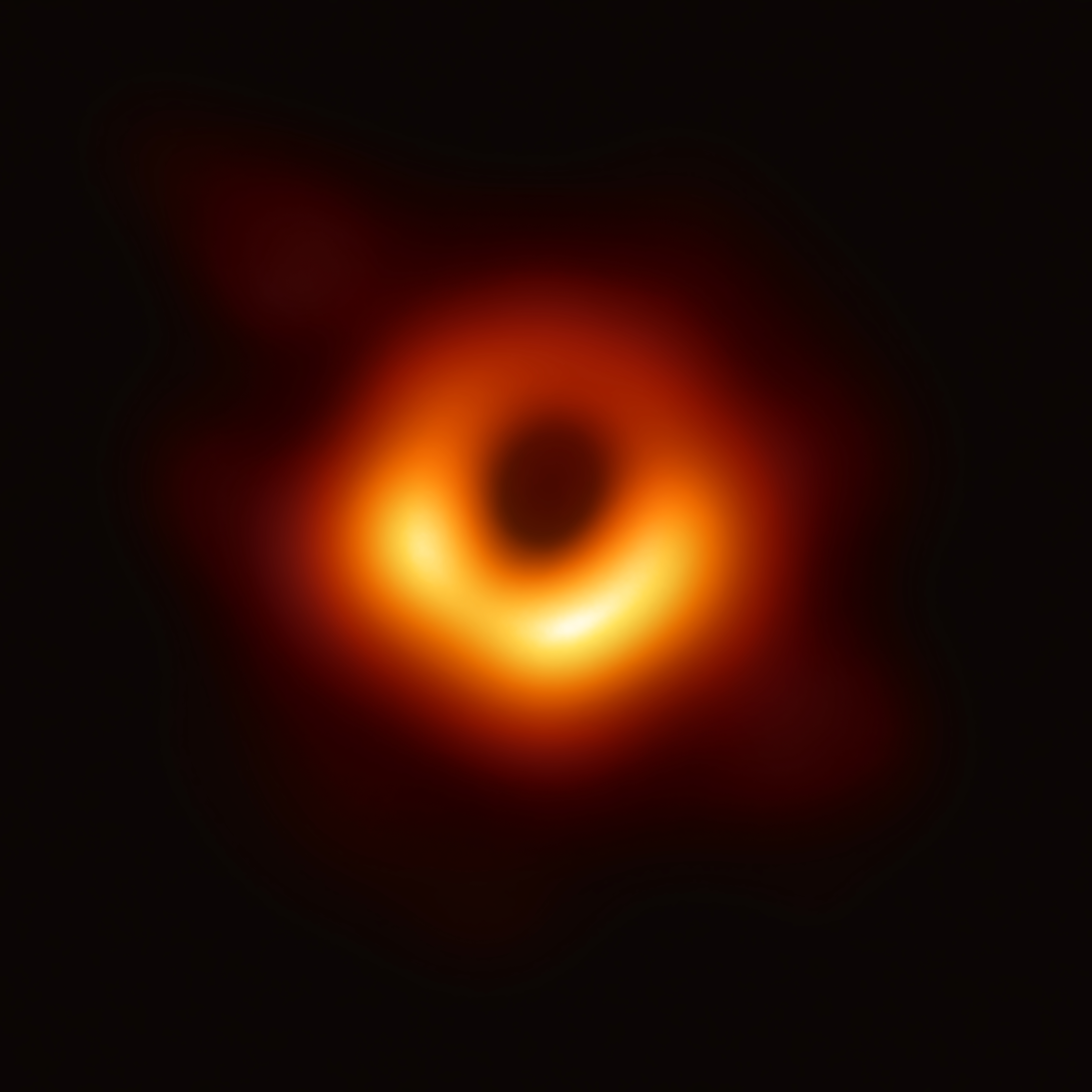
أول صورة لمحيط الثقب الأسود وقرصها المنهال عليه، وهو في مركز المجرة مسييه 87. نشرت الصورة في يوم 10 أبريل 2019.

## نفاثة
في عام 1918 اكتشف العالم الفلك هيبر كورتيس خروج نفاثة مادية من تلك المجرة ووصفها بأنها «فيض غريب مستقيم». وتمتد تلك النفاثة مسافة 5000 سنة ضوئية من نواة مسييه 87 هي تتكون من مادة منطلقة ربما بفعل ثقب أسود فائق الكتلة (وقد ثبت وجود قرص من المادة يدور حول النواة بسرعة عظيمة). ويعتقد العلماء أن الثقب الأسود الموجود في م87 تبلغ كتلته نحو 4 و 6 مليار كتلة شمسية. كما اكتشف أن المجرة مسييه 87 تصدر أشعة سينية عالية الطاقة. وقد أصبحت المجرة مسييه 87 من أكثر الأجرام التي يهتم بدراستها.

## تجمعات نجمية هائلة
تحوي المجرة مسييه 87 على عدد ضخم جدا من التجمعات النجمية (ربما كانت أغنى مجرة بالتجمعات النجمية). وتقدر دراسة أجريت عام 2006 أن م87 تحوي نحو 12000 من تلك التجمعات النجمية، أي أكثر ما تحويه مجرتنا ب 150 إلى 200 مرة.

## تـٌصدر الأشعة السينية
تبين المشاهدة بواسطة تلسكوب شاندرا الفضائي للأشعة السينية وجود مدارات حلقية ولولبية في مسييه 87 (العذراء أ) تُصدر أشعة سينية عالية الطاقة. وتنشأ تلك المدارات عن تغيرات في معدل انطلاق المادة من المنطقة القريبة للثقب الأسود في صورة نفاثات. ويبين توزيع تلك الحلقات اللولبية أن التغيرات تحدث كل نحو 6 ملايين سنة.
نشأت إحدى تلك الحلقات من نشاط كبير عل هيئة موجة انفجارية عرضها 85.000 سنة ضوئية حول الثقب الأسود. كما تبدي المشاهدة وجود أفياض رفيعة من الأشعة السينية يصل طولها 100.000 سنة ضوئية، كما توجد فجوة كبيرة في الغاز المنبعث حدثت منذ 70 مليون سنة. ويمنع ذلك النشاط الهائج قرب الثقب الأسود تبريد الغاز أو تجمعه لتكوين نجوم جديدة وقد يكون ذلك هو السبب في عدم تكون أذرعة للمجرة مسييه 87 .

## المجرة M87 تبتلع مجرة أُخرى بالكامل خلال المليار سنة الماضية
كشفت عمليات رصد جديدة بواسطة التلسكوب الكبير للغاية (Very Large Telescope) التابع لوكالة الفضاء الأوروبية، أن المجرة الإهليلجية ميسييه 87 (M87) قد ابتلعت مجرة كاملة متوسطة الحجم خلال السنوات المليار الماضية. وقد تمكن فريق من الفلكيين للمرة الأولى من تتبع حركة 300 سديم كوكبي ساطع للعثور على أدلة صريحة تؤكد هذا الحدث، كما عثر الفريق على دلائل تشير إلى وجود كمية فائضة من الضوء تَصدُر عن بقايا المجرة الضحية التي تحولت إلى اشلاء 

## المكونات
يحتوي قلب المجرة M87 على ثقب أسود فائق الكتلة ، يُسمى M87*. كتلته مليارات أضعاف كتلة شمس الأرض؛ تراوحت التقديرات بين (3.5±0.8)×109 M☉ إلى (6.6±0.4)×109 M☉, وتعداها 7.22+0.34
−0.40×109 M☉ في 2016. في عام 2016. في أبريل 2019، أصدر مشروع تلسكوب أفق الحدث قياسات لكتلة الثقب الأسود، وقدرها (6.5±0.2stat ±0.7sys) × 109 M☉. تُعد هذه الكتلة من أعلى الكتل المعروفة لمثل هذا الجسم. يحيط بالثقب الأسود قرص دوار من الغاز المؤين، وهو عمودي تقريبًا على النفاثة النسبية. يدور القرص بسرعات تصل إلى حوالي 1000 كم/ثانية (2200000 ميل في الساعة) ويمتد على قطر أقصى يبلغ 25000 وحدة فلكية (3.7 تريليون كم؛ 2.3 تريليون ميل). وبالمقارنة، يبلغ متوسط المسافة بين بلوتو والشمس 39 وحدة فلكية (5.8 مليار كم؛ 3.6 مليار ميل). يتراكم الغاز على الثقب الأسود بمعدل يقدر بكتلة شمسية واحدة كل عشر سنوات (حوالي 90 كتلة أرضية في اليوم). يبلغ نصف قطر شفارتزشيلد للثقب الأسود 120 وحدة فلكية (18 مليار كيلومتر؛ 11 مليار ميل). يبلغ قطر حلقة الانبعاث، كما يُرى من الأرض، 42 ميكروثانية قوسية. بالمقارنة، يبلغ قطر قلب مجرة M87 نحو 45 (ثانية قوسية)، ويبلغ حجمها 7.2 × 6.8 (دقيقة قوسية).
اقترحت ورقة بحثية نُشرت عام 2010 أن الثقب الأسود قد يكون قد انزاح عن مركز المجرة بحوالي سبعة فرسخ فلكي (23 سنة ضوئية). وزُعم أن هذا في الاتجاه المعاكس للنفث المعروف، مما يشير إلى تسارع الثقب الأسود بواسطته. واقترحت دراسة أخرى أن هذا الانحراف حدث أثناء اندماج ثقبين أسودين فائقي الكتلة. ومع ذلك، لم تجد دراسة أجريت عام 2011 أي إزاحة ذات دلالة إحصائية، وخلصت دراسة أجريت عام 2018 لصور عالية الدقة لمجرة M87 إلى أن الانحراف المكاني الظاهر كان ناتجًا عن تغيرات زمنية في سطوع النفاثة وليس عن إزاحة مادية للثقب الأسود عن مركز المجرة.
هذا الثقب الأسود هو أول ما تم تصويره. تم التقاط البيانات لإنتاج الصورة في أبريل 2017، وتم إنتاج الصورة خلال عام 2018 ونشرت في 10 أبريل 2019. تُظهر الصورة ظل الثقب الأسود، محاطًا بحلقة انبعاث غير متماثلة يبلغ قطرها 690 وحدة فلكية (103 مليار كيلومتر؛ 64 مليار ميل). يبلغ نصف قطر الظل 2.6 ضعف نصف قطر شوارزشيلد للثقب الأسود. يرجع عدم التماثل في سطوع الحلقة إلى الشعاع النسبي، حيث تبدو المادة التي تتحرك نحو المراقب بسرعات نسبية أكثر سطوعًا. تدور المادة المرئية حول الثقب الأسود في الغالب باتجاه عقارب الساعة بالنسبة للمراقب، مما يتسبب في أن يكون للجزء السفلي من منطقة الانبعاث مركبة سرعة تجاه المراقب بسبب اتجاه محور الدوران. تم تقدير معامل الدوران عند 0.9±0.1، وهو ما يتوافق مع سرعة دوران ≈0.4 سرعة الضوء. وهذا يتوافق مع قيمة 1.00±0.15 التي تم الحصول عليها باستخدام طريقة التدفق الخارجي.

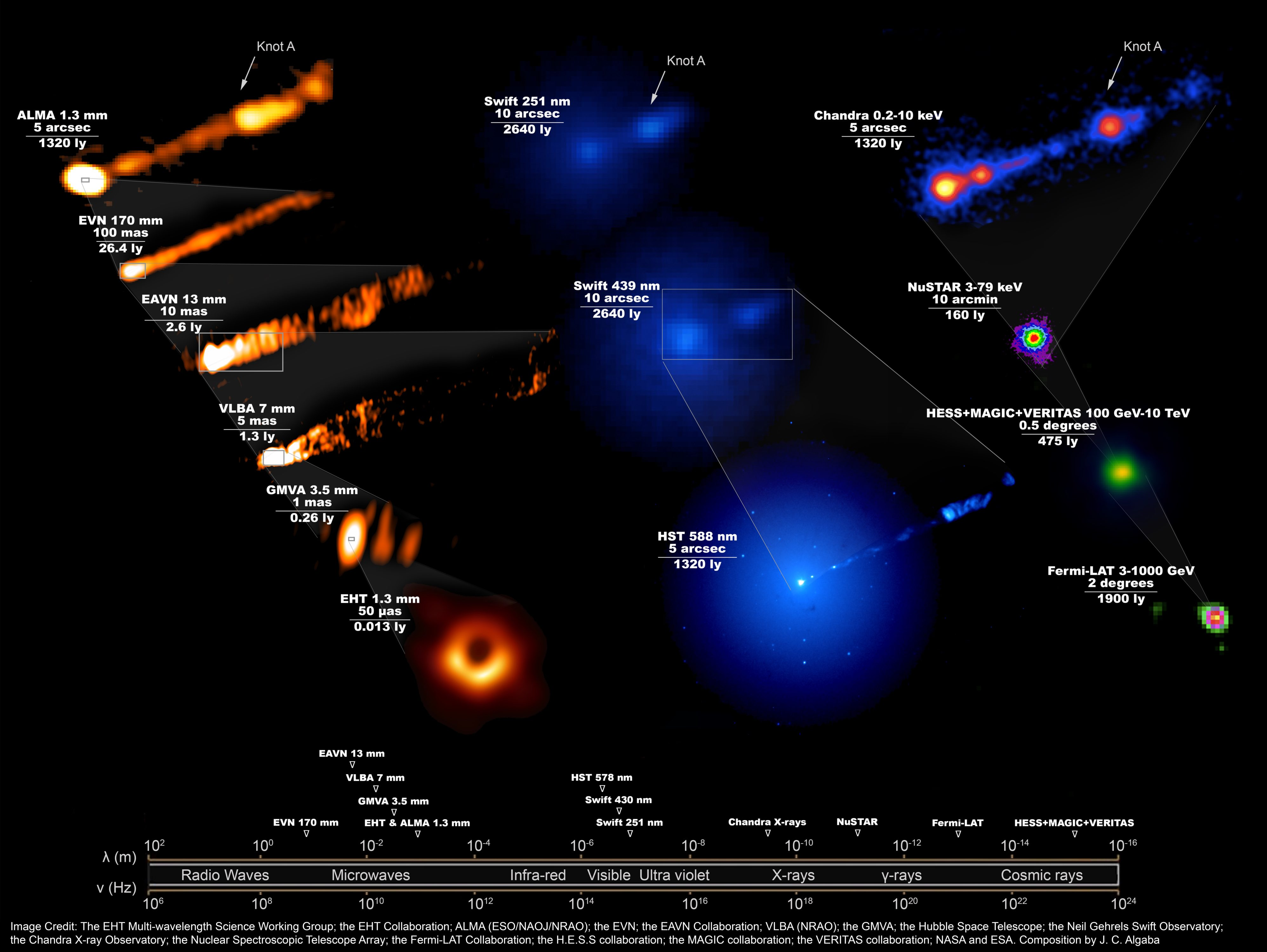
صورة مركبة تُظهر كيف بدت منظومة M87، عبر كامل الطيف الكهرومغناطيسي، خلال حملة تلسكوب أفق الحدث في أبريل 2017 لالتقاط أول صورة لثقب أسود. تطلبت هذه الصورة 19 منشأة مختلفة على الأرض وفي الفضاء، لتكشف عن المقاييس الهائلة التي يغطيها الثقب الأسود ونفثه الأمامي. تُظهر الصورة النفاثة الأكبر حجمًا التي التقطها تلسكوب ألما (أعلى اليسار)، بنفس مقياس الصورة المرئية التي التقطها تلسكوب هابل الفضائي (الوسط) وصورة الأشعة السينية التي التقطها مرصد تشاندرا الفضائي (أعلى اليمين)

## اقرأ أيضا
- الرامي A*
- مسييه 82 مجرة
- مجرة إهليجية
- مجرة حلزونية
- مجرة محدبة
- نجم
- مجرة
- قزم أبيض
- عملاق أحمر
- الانفجار العظيم
- خط زمني للانفجار العظيم
- نجم نيوتروني
- ثقب أسود

## وصلات خارجية
- موقع «الكون» في الإنترنت
- Messier 87, SEDS Messier pages
- Simbad data on M87
- ESA/Hubble News Release
- ESA/Hubble images of M87
- Amateur Images of M87 Jet
- Another amateur image showing M87 jet and M87 globulars

1. 1 2  "Messier 87" (بالإنجليزية). Retrieved 2018-06-18.
2. ↑  "Messier 87" (بالإنجليزية). Retrieved 2018-06-18.
3. ↑   http://haroldcorwin.net/rc3/rc39b.csv.gz. اطلع عليه بتاريخ 2018-12-28. {{استشهاد ويب}}: |url= بحاجة لعنوان (مساعدة) والوسيط |title= غير موجود أو فارغ (من ويكي بيانات) (مساعدة)
4. ↑  "Cosmicflows-3" (بالإنجليزية). Retrieved 2018-06-18.
5. 1 2  R. Brent Tully (3 Aug 2016). "Cosmicflows-3". The Astronomical Journal (بالإنجليزية). 152 (2): 50. arXiv:1605.01765. Bibcode:2016AJ....152...50T. DOI:10.3847/0004-6256/152/2/50. ISSN:0004-6256. QID:Q57406191.{{استشهاد بدورية محكمة}}:  صيانة الاستشهاد: دوي مجاني غير معلم (link)
6. ↑  R. Brent Tully (2015). "Galaxy groups: a 2MASS catalog". The Astronomical Journal (بالإنجليزية). 149 (5): 171. arXiv:1503.03134. Bibcode:2015AJ....149..171T. DOI:10.1088/0004-6256/149/5/171. ISSN:0004-6256. QID:Q66618180.
7. ↑  VizieR (بالإنجليزية), QID:Q1662358
8. ↑  M. Arnaboldi; P. Das; J. A. L. Aguerri; K. C. Freeman; G. H. Jacoby; G. Murante (5 May 2009). "The edge of the M 87 halo and the kinematics of the diffuse light in the Virgo cluster core". Astronomy and Astrophysics (بالإنجليزية). 502 (3): 771–786. arXiv:0905.1958. Bibcode:2009A&A...502..771D. DOI:10.1051/0004-6361/200811532. ISSN:0004-6361. QID:Q55893386.
9. ↑  Armando Gil de Paz; Samuel Boissier; Barry F. Madore; et al. (Dec 2007). "The GALEX Ultraviolet Atlas of Nearby Galaxies". The Astrophysical Journal Supplement Series (بالإنجليزية). 173 (2): 185–255. arXiv:astro-ph/0606440. Bibcode:2007ApJS..173..185G. DOI:10.1086/516636. ISSN:0067-0049. QID:Q54195946.
10. ↑  W. Baade, R. Minkowski (1954). "On the Identification of Radio Sources". Astrophysical Journal. ج. 119: 215–231. DOI:10.1086/145813. مؤرشف من الأصل في 2016-01-19.
11. ↑  Tamura, Naoyuki; Sharples, Ray M.; Arimoto, Nobuo; Onodera, Masato; Ohta, Kouji; Yamada, Yoshihiko (2006). "A Subaru/Suprime-Cam wide-field survey of globular cluster populations around M87 - I. Observation, data analysis and luminosity function". Monthly Notices of the Royal Astronomical Society. Online Early: 588. DOI:10.1111/j.1365-2966.2006.11067.x. مؤرشف من الأصل في 12 مارس 2020. اطلع عليه بتاريخ أكتوبر 2020. {{استشهاد بدورية محكمة}}: تحقق من التاريخ في: |تاريخ الوصول= (مساعدة)صيانة الاستشهاد: أسماء متعددة: قائمة المؤلفين (link)
12. ↑  Giant Galaxy is Still Growing | ESO نسخة محفوظة 12 أغسطس 2017 على موقع واي باك مشين.
13. ↑  Lu، Donna (12 أبريل 2019). "How do you name a black hole? It is actually pretty complicated". نيو ساينتست. London, UK. مؤرشف من الأصل في 2024-12-03. اطلع عليه بتاريخ 2019-04-12. For the case of M87*, which is the designation of this black hole, a (very nice) name has been proposed, but it has not received an official IAU approval,' says Christensen.
14. ↑  Overbye، Dennis (24 يناير 2024). "That Famous Black Hole Gets a Second Look - Repeated studies of the supermassive black hole in the galaxy Messier 87 confirm that it continues to act as Einstein's theory predicted it would". نيويورك تايمز. مؤرشف من الأصل في 2024-01-24. اطلع عليه بتاريخ 2024-01-25.
15. 1 2
16. ↑  López-Navas، E.؛ Prieto، M.A. (2018). "The photocentre-AGN displacement: Is M87 actually harbouring a displaced supermassive black hole?". Monthly Notices of the Royal Astronomical Society. ج. 480 ع. 3: 4099. arXiv:1808.04123. Bibcode:2018MNRAS.480.4099L. DOI:10.1093/mnras/sty2148. S2CID:118872175.
17. ↑  Falcke، Heino؛ Melia، Fulvio؛ Agol، Eric (1 يناير 2000). "Viewing the shadow of the black hole at the galactic center". The Astrophysical Journal. ج. 528 ع. 1: L13–L16. arXiv:astro-ph/9912263. Bibcode:2000ApJ...528L..13F. DOI:10.1086/312423. PMID:10587484. S2CID:119433133. مؤرشف من الأصل في 2024-12-19.
18. ↑  Daly, R. A. (نوفمبر 2019). "Black Hole Spin and Accretion Disk Magnetic Field Strength Estimates for More Than 750 Active Galactic Nuclei and Multiple Galactic Black Holes". The Astrophysical Journal. ج. 886 ع. 1: 37. arXiv:1905.11319. Bibcode:2019ApJ...886...37D. DOI:10.3847/1538-4357/ab35e6.
19. ↑  "Telescopes unite in unprecedented observations of famous black hole" (Press release). مصفوف مرصد أتاكاما المليمتري الكبير. مؤرشف من الأصل في 2025-02-10. اطلع عليه بتاريخ 2021-04-15.